# Тимченко Іван Артемович
Іва́н Арте́мович Ти́мченко (нар. 3 березня 1939, село Калинівка Покровського району Дніпропетровської області — 12 серпня 2020) — український правознавець, дійсний член Національної академії правових наук України, кандидат юридичних наук, заслужений юрист України. З 19 жовтня 1996 року по 18 жовтня 1999 року обіймав посаду Голови Конституційного Суду України.

## Життєпис
Закінчив училище механізації сільського господарства, сільськогосподарський технікум. Працював трактористом, механіком колгоспу.
1967 року закінчив юридичний факультет КНУ ім. Шевченка. З 1966 року працював старшим редактором редакції журналу «Радянське право».
З 1971 року — аспірант, науковий співробітник, вчений секретар Інституту держави і права АН УРСР.
У 1990—1991 роках працював помічником Голови ВРУ. З 1991 року очолював Юридичну службу (Управління) Адміністрації Президента України.
У вересні 1996 року Указом Президента України призначений суддею Конституційного Суду України.
На спеціальному пленарному засіданні Конституційного Суду України був обраний Головою Конституційного Суду України з 19.10.1996 р. по 18.10.1999 рік.
1999—2004 — суддя Конституційного Суду України.
У 2004—2008 рр. — завідувач наукової лабораторії, головний науковий співробітник Науково-дослідного інституту державного будівництва та місцевого самоврядування Академії правових наук України.
З 2009 р. — головний науковий співробітник відділу науково-правових експертиз (нині — відділу зв'язків з державними органами і міжнародними організаціями Управління планування і координації правових досліджень) апарату президії Національної академії правових наук України (м. Київ).
Помер 12 серпня 2020 року в клініці «Феофанія».

## Наукові звання
- Кандидат юридичних наук;
- Академік Національної академії правових наук України.

## Громадська діяльність
- член Конституційної Асамблеї України.
- був членом Конституційної комісії України (1996),
- брав участь у розробленні проектів Конституції, Закону України «Про Конституційний Суд України» та багатьох інших законодавчих актів.
- член редакційної колегії журналу «Право України»;
- позаштатний консультант Комітету з питань правової політики Верховної Ради України;
- член Конституційної Асамблеї України, член комісії з питань правосуддя Асамблеї.

## Науковий доробок
Опублікував понад 80 наукових праць, серед яких:
- «Законотворча діяльність союзних республік у сфері державного управління» (1978),
- «Економічне районування і адміністративно-територіальний поділ союзної республіки» (1983),
- «Конституційні права і обов'язки радянських громадян» (у співавт., 1985),
- «Органи державної влади України» (у співавт., 2002),
- «Правова система України: історія, стан та перспективи: У 5 т. Т. 2» (у співавт., 2008).

## Нагороди
- Орден князя Ярослава Мудрого III ст. (22 жовтня 2021, посмертно) — за вагомий особистий внесок у захист конституційних прав і свобод громадян, високий професіоналізм та з нагоди 25-річчя від заснування Конституційного Суду України[6]
- Орден князя Ярослава Мудрого IV ст. (2 березня 2004) — за визначний особистий внесок у розвиток державного будівництва, становлення законодавства та конституційного судочинства суверенної України, багаторічну плідну діяльність та з нагоди 65-річчя від дня народження[7]
- Орден князя Ярослава Мудрого V ст. (17 жовтня 1997) — за особисті заслуги перед українською державою у галузі державного будівництва, розвитку законодавства[8]
- Орден «За заслуги» III ст. (25 лютого 2009) — за значний особистий внесок у становлення і розбудову конституційного судочинства, багаторічну сумлінну працю у захисті конституційних прав і свобод громадян та з нагоди 70-річчя від дня народження[9]
- Заслужений юрист України (8 липня 1994)[10]
- Відзнака Президента України — ювілейна медаль «25 років незалежності України» (19 серпня 2016) — за значні особисті заслуги у становленні незалежної України, утвердженні її суверенітету та зміцненні міжнародного авторитету, вагомий внесок у державне будівництво, соціально-економічний, культурно-освітній розвиток, активну громадсько-політичну діяльність, сумлінне та бездоганне служіння Українському народу[11]
- Почесна грамота Кабінету Міністрів України (2002)[12]
- Почесна грамота Верховної Ради України (2003)
- Орден Федеративної Республіки Німеччина «Великий Хрест за заслуги» (2006)